# Anatinomma brevicornis
Anatinomma brevicornis är en skalbaggsart som beskrevs av Fisher 1944. Anatinomma brevicornis ingår i släktet Anatinomma och familjen långhorningar.
Artens utbredningsområde är:
- Costa Rica.
- Nicaragua.

Inga underarter finns listade i Catalogue of Life.